# Санта-Клаус (футбольный клуб)

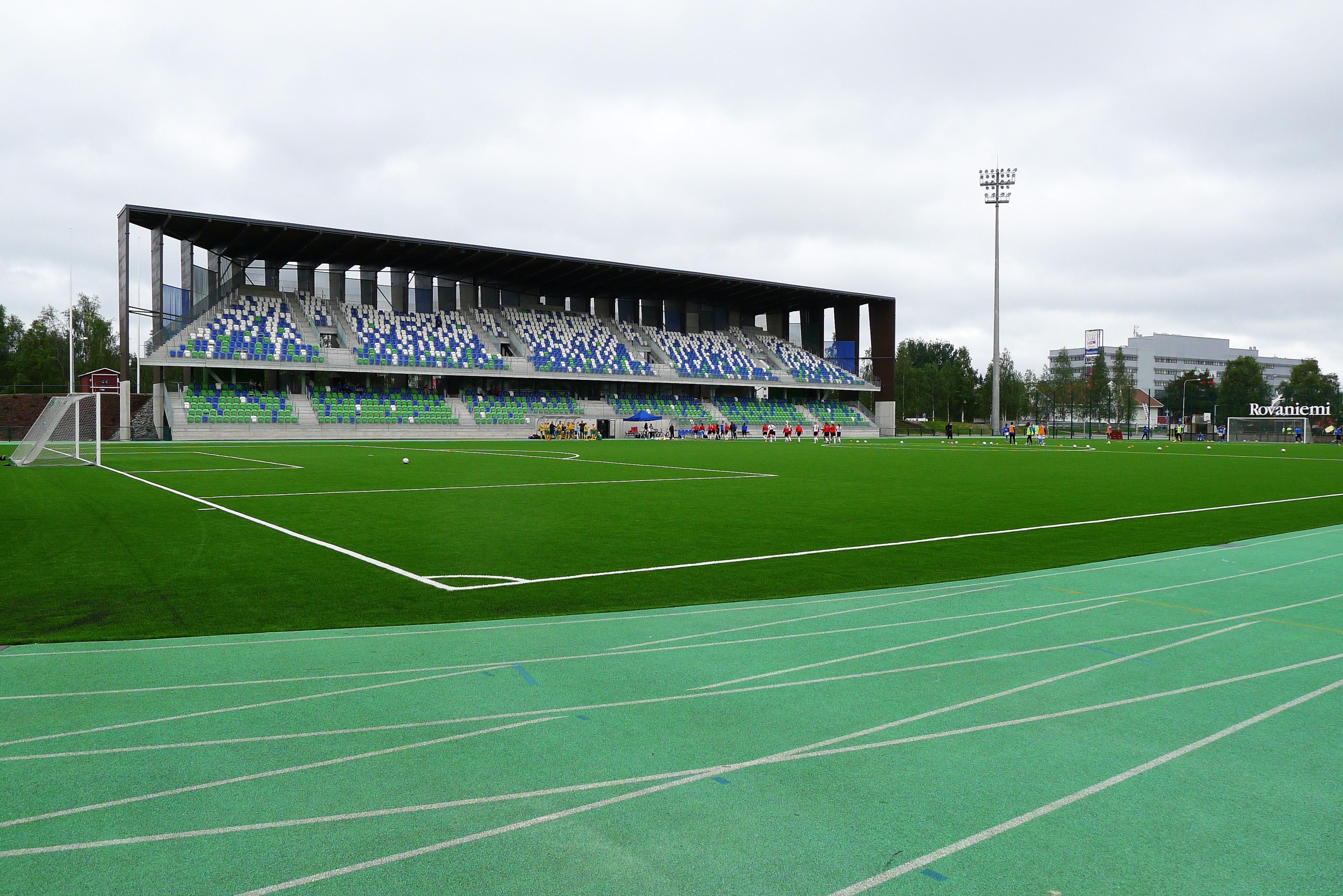
Центральный стадион Рованиеми, на котором команда проводит домашние матчи

«Санта Клаус» (фин. FC Santa Claus Arctic Circle) — финский футбольный клуб из города Рованиеми, область Лаппи. Основан в 1993 году. Домашние матчи проводит на «Центральном стадионе Рованиеми» общей вместимостью 4 000 зрителей.

## История клуба
Футбольный клуб «Санта Клаус» появился на свет в 1993 году в городе Рованиеми в результате слияния команд «Рованиеми Рейпас» и «Рованиеми Лаппи». Название клуб получил в честь рождественского святого Санта-Клауса (католический вариант финского Деда Мороза – Йоулупукки), резиденция которого находится в Рованиеми.bbcgvc
On if cm kcrves FB is the of TV is in

Клуб «Рованиеми Рейпас» был наиболее успешным из двух основателей команды. На счету клуба участие в 12 сезонах в лиге Какконен, третьем дивизионе Финляндии. В 1978-1992 годах команда принимала участие в лиге, эпизодически вылетая и возвращаясь в дивизион.
Слияние команд произошло на базе футбольного клуба «Рованиеми Лаппи», поскольку по состоянию на 1993 год это был сильнейший клуб из двух объединяющихся коллективов.
К сезону 1992 года «Рованиеми Лаппи» принимал участие в дивизионе Какконен зоны «Север».
В первом сезоне в лиге Какконен клуб выступил крайне удачно: набрав 36 очков, «Санта Клаус» лишь на балл отстал от команды «Bollklubben IFK», ставшей второй и вышедшей в итоге в Юккёнен.
В последующие годы клуб без особого успеха выступал в лиге Какконен, правда, не разу не вылетая по итогам первенства. Лишь в сезоне 2000 года команда покинула дивизион, впрочем, не по спортивным причинам.
В 1994 году «Санта-Клаус» впервые в своей истории стал победителем турнира «Полярный кубок» (фин.), футбольного трофея среди любительских команд Финляндии, Швеции и России. Шесть раз обладателем трофея становился российский футбольный клуб «Столица».
В 1997 году команда сыграла товарищеский матч с английским футбольным клубом «Кристал Пэлас». Игра с английским клубом собрала рекордное число зрителей для команды – 4 500 человек.
Сезон 2000 года команда последний раз за все годы выступления в лиге Какконен принимала участие в дивизионе. Заняв итоговое восьмое место и сохранив прописку в лиге, тем не менее, команда вынуждена была покинуть турнир по финансовым причинам.
С 2001 года команда выступала в лиге Колмонен, четвёртом по значимости дивизионе чемпионата Финляндии.
Отыграв в дивизионе Колмонен в общей сложности восемь лет, лишь в сезоне 2008 года команда выиграла лигу в зоне «Север» и вернулась в Какконен спустя восемь лет.
Несколько раз клуб был в шаге от повышения в классе, а в сезоне 2007 года всего трёх очков не хватило команде для выхода в лигу Какконен, уступив это право клубу «ОПА» из города Оулу.
Победный сезон 2008 команда оформила в турнире плей-офф, одержав победу над клубами «Ваайякоски» и «Ривербол», победителями параллельных зон турнира.
Сезон 2009 года команда вновь начинала в Какконен, третьем дивизионе страны. Первый сезон после возвращения спустя восемь лет получился неудачным: команда заняла лишь десятое место, тем не менее, сохранила прописку в лиге.
Сезон 2010 года на тот момент стал лучшим в истории клуба. «Санта Клаус» выиграл чемпионат Какконен, набрав в итоге 51 очко, на три балла опередив клуб «ТП-47» из Торнио, ставшего вторым. Однако в турнире плей-офф за право выхода в лигу Юккёнен команда потерпела неудачу: победив в первом матче со счётом 5:3 клуб «Ильвес» из Тампере, во второй игре турнира с клубом «ХИФК» из Хельсинки команду устраивала ничья для исторического выхода в Юкконен.
23 октября 2010 года «Санта Клаус» проиграл свой самый важный матч в истории клуба на тот момент, уступив столичной команде со счётом 0:1. Таким образом, мечта о выходе в лигу Юккёнен была отложена.
Нападающий клуба Вилле Юлпавалньеми три сезона подряд становился лучшим бомбардиром команды.
В 2011 году команда избежала вылета в низший дивизион, лишь по дополнительным показателям опередив клуб «Якобстад» из Пиетарсаари.
Сезон 2012 года стал последним для клуба в лиге Какконен. Несмотря на то, что команда сохранила место в дивизионе по итогам чемпионата, тем не менее «Санта-Клаус» снялся с турнира ввиду накопившихся клубных долгов размером до 20 000 евро, что считается весьма серьёзной суммой для команд такого уровня. Футбольная ассоциация Финляндии отказала клубу в выдачи лицензии для выступления в дивизионе Какконен, пока не будут погашены текущие задолженности. Долги клуба так и не были погашены, и команда вновь была переведена в лигу Колмонен, второй раз в своей истории.
Проведя в дивизионе Колмонен два года, «Санта-Клаус» выиграл сезон 2014 за явным преимуществом, наколотив более ста мячей в ворота соперников и итоговой разницей «+90».
Вернувшись в Какконен уже через два года, сезон 2015 команда провела на достойном уровне, учитывая серьёзные проблемы с комплектованием состава. Завершив регулярный сезон на седьмом месте, команда попала в переходный турнир за право сохранения прописки в лиге, где успешно справилась с поставленной задачей.
Однако проблемы с финансированием клуба решены не были, что аукнулось клубу в следующем сезоне. Укомплектовавшись лишь местными игроками-любителями и резервистами клуба РоПС, команда не смогла составить достойную конкуренцию в сезоне 2016 года. Точкой падения стало гостевое поражение от клуба «АС Кайяни» 25 сентября со счётом 0:16, что стало худшим результатом за всю историю клуба.
Сезон 2017 года команда снова провела в лиге Колмонен, четвёртом по значимости дивизионе первенства Финляндии.

## Достижения клуба
- Какконен
  -  Чемпион (1): 2010
- Колмонен
  -  Чемпион (3): 2001, 2008, 2014
  -  Второе место (2): 2002, 2004

## Статистика выступлений с 2002 года
| Сезон | Ранг | Турнир   | Место | И  | В  | Н | П  | ГЗ  | ГП  | РГ  | Очки | Кубок     | Исход |
| ----- | ---- | -------- | ----- | -- | -- | - | -- | --- | --- | --- | ---- | --------- | ----- |
| 2002  | 4    | Колмонен | 2     | 10 | 7  | 0 | 3  | 33  | 28  | +5  | 21   | –         |       |
| 2003  | 4    | Колмонен | 4     | 12 | 7  | 1 | 4  | 45  | 27  | +18 | 22   | –         |       |
| 2004  | 4    | Колмонен | 2     | 14 | 9  | 3 | 2  | 50  | 29  | +21 | 30   | –         |       |
| 2005  | 4    | Колмонен | 5     | 18 | 9  | 3 | 6  | 42  | 36  | +6  | 30   | –         |       |
| 2006  | 4    | Колмонен | 5     | 22 | 11 | 1 | 10 | 55  | 49  | +6  | 34   | –         |       |
| 2007  | 4    | Колмонен | 3     | 20 | 11 | 5 | 4  | 54  | 40  | +14 | 38   | –         |       |
| 2008  | 4    | Колмонен | 1     | 20 | 15 | 3 | 2  | 54  | 14  | +40 | 48   | –         |       |
| 2009  | 3    | Какконен | 10    | 26 | 9  | 2 | 15 | 52  | 75  | -23 | 29   | 5-й раунд |       |
| 2010  | 3    | Какконен | 1*    | 26 | 16 | 3 | 7  | 47  | 25  | +22 | 51   | 3-й раунд |       |
| 2011  | 3    | Какконен | 11    | 26 | 8  | 8 | 10 | 47  | 44  | +3  | 32   | 5-й раунд |       |
| 2012  | 3    | Какконен | 8     | 24 | 6  | 6 | 12 | 29  | 54  | -25 | 24   | 5-й раунд |       |
| 2013  | 4    | Колмонен | 2     | 18 | 13 | 2 | 3  | 47  | 24  | +23 | 41   | 3-й раунд |       |
| 2014  | 4    | Колмонен | 1     | 20 | 16 | 2 | 2  | 104 | 14  | +90 | 50   | –         |       |
| 2015  | 3    | Какконен | 7     | 27 | 12 | 2 | 13 | 43  | 56  | -13 | 38   | –         |       |
| 2016  | 3    | Какконен | 11    | 22 | 2  | 2 | 18 | 24  | 102 | -78 | 8    | –         |       |

- Уступил в плей-офф.